# Waffenstillstand
Ein Waffenstillstand ist ein vorläufiges Niederlegen der Waffen im Krieg und meistens als Vorstufe zum Frieden geplant.
Im Gegensatz zur Waffenruhe, einer kurzfristigen Einstellung von Kampfhandlungen zu einem bestimmten Zweck (z. B. Bergung von Verwundeten), ist ein Waffenstillstand auf längere bestimmte Zeit angelegt, wobei oft genaue Bedingungen und ggf. eine Demarkationslinie festgelegt werden.
Ein Waffenstillstand wird von den Kriegsparteien vereinbart und verbietet beiden Parteien mit sofortiger Wirkung anzugreifen (Waffenstillstandsvertrag). In der Haager Landkriegsordnung von 1907 wird der Waffenstillstand rechtlich definiert. So heißt es in Artikel 36: „Der Waffenstillstand unterbricht die Kriegsunternehmungen kraft eines wechselseitigen Übereinkommens der Kriegsparteien. Ist eine bestimmte Dauer nicht vereinbart worden, so können die Kriegsparteien jederzeit die Feindseligkeiten wieder aufnehmen.“ Gemäß den Genfer Konventionen sind in einem Waffenstillstandsvertrag alle Kriegsparteien verpflichtet, die Rückkehr von Zivilinternierten und Kriegsgefangenen zu ermöglichen.
Es ist trotzdem nicht gleichzusetzen mit einem Friedensvertrag, der für gewöhnlich im Anschluss an einen Waffenstillstand über Monate oder Jahre ausgehandelt werden kann. Der Kriegszustand bleibt bis zum Abschluss eines völkerrechtlichen Vertrages, in dem direkt oder auch nur mittelbar die Beendigung des Kriegszustandes vereinbart wird, bestehen. Gewöhnlich ist dies ein Friedensvertrag, kann aber etwa auch ein Vertrag zur Aufnahme diplomatischer Beziehungen oder eine einseitige Erklärung über die Beendigung des Kriegszustands sein.
Zum islamrechtlichen Verständnis von Waffenstillstand siehe Hudna. Der Islam lässt nur einen Waffenstillstand mit Nichtmuslimen zu, aber keinen Friedensvertrag. Allerdings kann man den Waffenstillstand verlängern, wenn dies notwendig ist.
Als Waffenstillstand bezeichnet man es figurativ auch, wenn Streitende vereinbaren, ihren Konflikt einzustellen, aber keinen Frieden oder Kompromiss vereinbaren.

## Bedeutende Waffenstillstände und Waffenstillstandsverträge
- Geheimkonvention von Klein-Schnellendorf 1741–1742
- Waffenstillstand von Rostock 1362–1364
- Znaimer Waffenstillstand zwischen Österreich und Frankreich 1809
- Vertrag von Malmö 1848–1849
- Waffenstillstand zwischen Granada und Kastilien (Yusuf I./Alfons XI.) 1344–1354
- Waffenstillstand von Focșani zwischen Rumänien und den Mittelmächten 1917
- Konvention von Tauroggen, 1813
- Waffenstillstand von Pläswitz, 1813
- Waffenstillstand von Kötzschenbroda (27. Augustjul. / 6. September 1645greg.)
- Waffenstillstand von Villa Giusti
- Waffenstillstand von Pljussa
- Waffenstillstand vom 15. Dezember 1917 als Vorbereitung auf dem Friedensvertrag von Brest-Litowsk
- Waffenstillstand von Compiègne 1918 1918–1919
- Waffenstillstand von Compiègne 1940
- Waffenstillstand von Steier (25. Dezember 1800)
- Waffenstillstand von Cassibile
- Waffenstillstand zwischen Indien und Pakistan 1949
- Waffenstillstandsabkommen von 1949 nach dem Palästinakrieg
- Waffenstillstand in Korea 1953
- Militärisch-Technisches Abkommen von Kumanovo 1999 (Kosovo-Krieg)